# Arthur Aston (officer)
Arthur Aston, född 1590, död 1649 i Drogheda, var en brittisk officer under Engelska inbördeskriget. Han var yrkessoldat hela sitt liv, mest känd för sin tjänst under Charles I av England i Engelska inbördeskriget, och sin folkloreiga död. Aston kom från en romersk katolsk familj i Cheshire, England.
Aston stred på Polen-Litauens sida mot Sverige under Andra polska kriget. Han tillfångatogs av svenska trupper 1627 och frigavs först efter stilleståndet i Altmark. Från oktober 1629 stred han på Sveriges sida, bland annat vid slaget vid Lützen 1632 och under Dodo zu Innhausen und Knyphausens befäl 1633. I maj och juni 1634 var han svensk ståthållare i Osnabrück, året därpå i Nienburg.
Efter covenantfördraget 1638 återvände Aston till England och stred på rojalisternas sida i Biskopskrigen och engelska inbördeskriget. Han utmärkte sig vid slaget vid Edgehill och befordrades till generalöverste. Han utsågs samma år till ståthållare i Reading, året därpå i Oxford, och 1649 i Drogheda, där han senare samma år tillfångatogs och dödades av Oliver Cromwells trupper.